# Vladimir de Staritsa
 (juin 2025).
Si vous disposez d'ouvrages ou d'articles de référence ou si vous connaissez des sites web de qualité traitant du thème abordé ici, merci de compléter l'article en donnant les références utiles à sa vérifiabilité et en les liant à la section « Notes et références ».
Vladimir Andreïevitch (1533 – 9 octobre 1569) a été le dernier prince russe à apanage. Sa relation compliquée avec son cousin, le tsar Ivan IV, a été dramatisée dans le film Ivan le Terrible de Sergueï Eisenstein.

## Biographie
Fils unique d'Andreï de Staritsa et de la princesse Euphrosyne Staritskaïa, Vladimir passe son enfance sous la stricte surveillance de Moscou. En 1542, il retourne dans l'apanage de son père comprenant Staritsa et Vereïa. Il s'y est marié et a vécu en paix jusqu'en 1553, quand le tsar tomba très gravement malade.
Alors qu'Ivan IV semblait être près de mourir, la plupart des boyards ont refusé de prêter serment d'allégeance à son fils, encore bébé, et a décidé de mettre Vladimir sur le trône. À leur grande consternation, le tsar a rapidement récupéré, mais un grand changement a eu lieu dans son comportement et ses mœurs. Il a appelé Vladimir à Moscou et a signé avec lui un traité par lequel Vladimir devait vivre à Moscou, avec une petite escorte et éviter tout contacts avec les boyards. Il était convenu qu'en cas de décès du tsar, son fils étant encore mineur, Vladimir le deviendrait pour le compte de celui-ci.

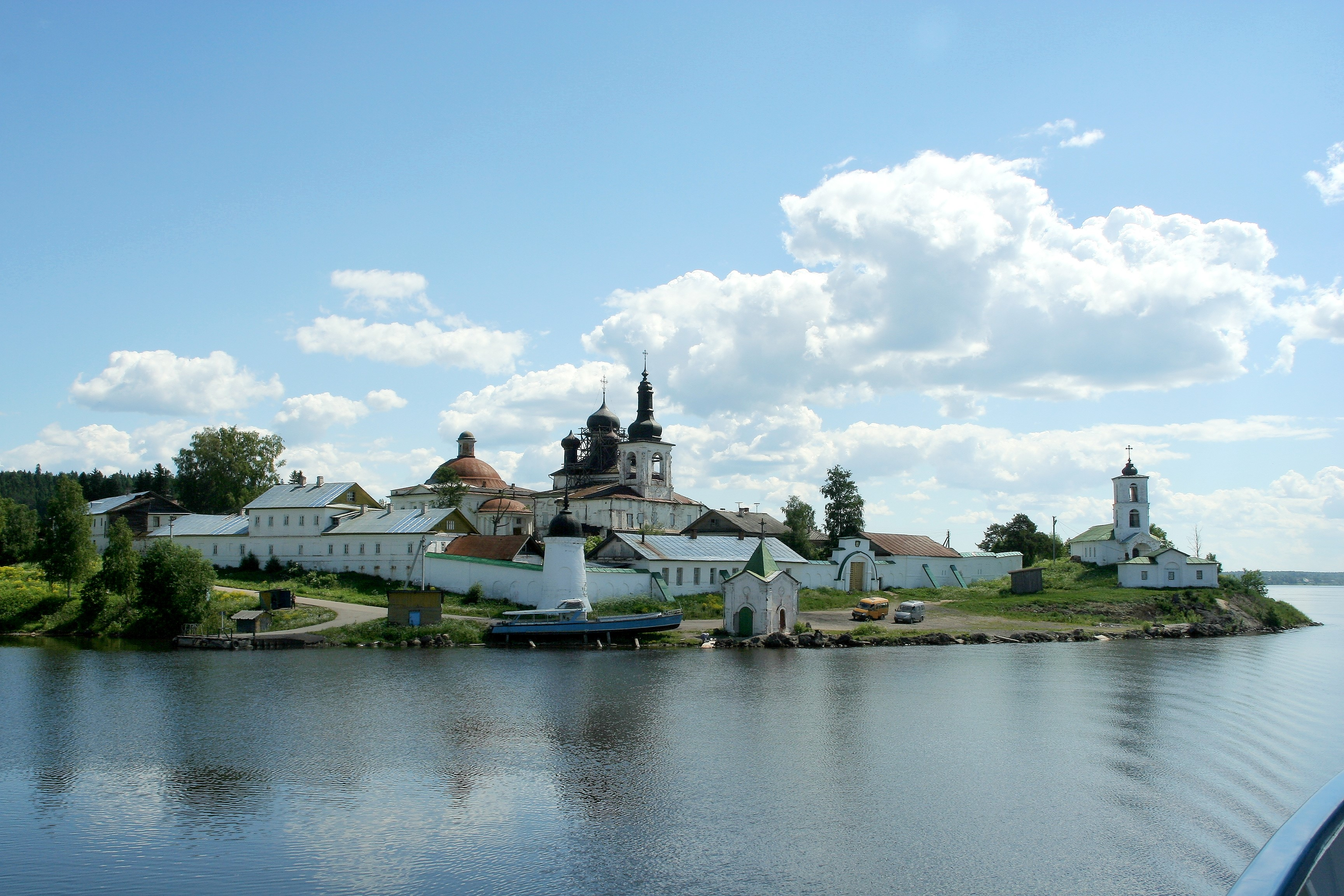
Le monastère de Goritsy, près de Vologda, a été construit par la famille de Vladimir.

Après que la mère de Vladimir a été obligée d'entrer dans un couvent et ses boyards exilés, Ivan permit à Vladimir d'épouser la princesse Eudoxie Romanovna Odoïevskaïa en avril 1555. Après l'institution de l'opritchnina, cependant, les soupçons d'Ivan à l'encontre de son cousin sont réapparus. En 1564, les opritchniki incendièrent le palais de Vladimir à Moscou, et la plupart de ses terres furent confisquées au profit de l'opritchnina. En 1569, accusés de haute trahison par Ivan IV, Vladimir et ses enfants furent obligés d'ingurgiter un poison dans la résidence d'Ivan IV à Alexandrov. La mère de Vladimir et son épouse qui étaient cloîtrées au monastère de Goritsy près de Vologda, furent noyées dans la rivière Cheksna quelques jours plus tard.
L'extermination de la famille de  Vladimir accéléra l'extinction de la dynastie des Riourikides et entraîna la crise dynastique connue sous le nom de « Temps des troubles ». Maria, seule fille survivante de Vladimir fut mariée en 1573 au roi Magnus de Livonie (fils de Christian III de Danemark). Après la mort de son mari, elle a été sommée de revenir de Courlande vers la cour de Boris Godounov, devenu tsar, et forcée de prendre le voile dans un couvent adjacent à la laure de la Trinité-Saint-Serge. En 1609, Maria entra en correspondance avec son prétendu cousin, le second faux Dimitri qui s'était proclamé tsar. Son sort ultérieur n'est pas connu.